# 瑞典21歲以下國家足球隊
瑞典21歲以下國家足球隊（Sveriges U21-herrlandslag i fotboll，簡稱瑞典U-21）是瑞典的21歲以下國家足球代表隊，由瑞典足球協會負責組織，參加每兩年舉辦一次的歐洲U-21足球錦標賽。

## 競賽歷史
瑞典U-21以主辦國身份直接晉身2009年歐洲U-21足球錦標賽決賽週，8隊分為兩組分別於马尔默、哥德堡、哈尔姆斯塔德及赫爾辛堡進行比賽，瑞典U-21獲編於"A"組與義大利、塞爾維亞及白俄羅斯角逐兩個出線席位，以3戰2勝1負緊隨義大利順利出線；準決賽面對英格蘭，加時後仍然3-3平手，互射十二碼以4-5不敵飲恨出局。前鋒小將以7球成為神射手兼獲選為賽事最佳球員。

### 歐青盃歷屆成績
| 年度   | 主辦國   | 冠軍     | 成績          |
| ------ | -------- | -------- | ------------- |
| 1978年 | 主客制   | 南斯拉夫 | 外圍賽出局    |
| 1980年 | 主客制   | 蘇聯     | 外圍賽出局    |
| 1982年 | 主客制   | 英格蘭   | 外圍賽出局    |
| 1984年 | 主客制   | 英格蘭   | 外圍賽出局    |
| 1986年 | 主客制   | 西班牙   | 半準決賽（1） |
| 1988年 | 主客制   | 法國     | 外圍賽出局    |
| 1990年 | 主客制   | 蘇聯     | 準決賽（2）   |
| 1992年 | 主客制   | 義大利   | 亞軍（3）     |
| 1994年 | 法國     | 義大利   | 外圍賽出局    |
| 1996年 | 西班牙   | 義大利   | 外圍賽出局    |
| 1998年 | 羅馬尼亞 | 西班牙   | 第六位（4）   |
| 2000年 | 斯洛伐克 | 義大利   | 外圍賽出局    |
| 2002年 | 瑞士     | 捷克     | 外圍賽出局    |
| 2004年 | 德国     | 義大利   | 第四位（5）   |
| 2006年 | 葡萄牙   | 荷蘭     | 外圍賽出局    |
| 2007年 | 荷蘭     | 荷蘭     | 外圍賽出局    |
| 2009年 | 瑞典     | 德國     | 準決賽（6）   |
| 2011年 | 丹麦     |          |               |

## 外部連結
- （英文）歐洲足協U21國家隊 （页面存档备份，存于）
- （英文）RSSSF：歐青賽全紀錄 （页面存档备份，存于）